# جون کازاما
جون کازاما (به ژاپنی: 風間 準 Kazama Jun) یکی از شخصیت‌های ساختگی سری بازی‌های ویدئویی تکن است، که برای اولین بار در تکن ۲ معرفی شد. او فقط در نسخه‌های تکن ۲، تکن تگ تورنومنت و تکن تگ تورنومنت ۲ و تکن رولوشن و تکن ۸حضور داشته است، اما محبوبیت قابل توجهی در میان طرفداران این سری پیدا کسب کرده‌است. جون کازاما به عنوان زنی مرموز،راحم، بی‌باک و یک مبارز برای صلح به تصویر کشیده شده‌است. قدرت جون کازاما، به حدی رسیده بود که حتی توانست کازویا میشیما را با ژن شیطانی که گرفته بود، شکست بدهد. او به عنوان یک مخالف سرسخت، کوشید تا سیاهی‌ها را از خانواده میشیما دور کند، ولی در این کار موفق نشد.
و حالا جون کازاما در داستان پس از ۷سال به تیکن 8 بازگشته و تایید شده است.

## زندگی‌نامه
ترس اصلی او از زندگی این بود که ژن شیطانی پسرش جین کازاما، که از پدرش کازویا میشیما به ارث برده‌است، فعال شود؛ بنابراین به کوه‌های ژاپن سفر کرد و پسرش را با استانداردهای اخلاقی تربیت کرد. قدرت و صلابت روح او به قدری بود که حتی پس از اعلام مرگش، خودش را به هیچ‌کس نشان نداد فقط در تکن ۴، یک چشم‌انداز خودش را به پسرش جین کازاما نشان داد تا تا جین پدربزرگش هیهاچی میشیما را نکشد. او جنگجویی قوی بود که توانایی مقابله با شیطان و نجات فرزندش را داشت.
او مادر واقعی جین کازاما است. این داستان در تکن ۶ تأیید شد که جون کازاما، قبل از تکن ۳، مورد حمله اوگر قرار گرفته بود و جین کازاما فکر می‌کند که او مرده‌است. جین به دنبال انتقام مادرشاوگر واقعی را در فینال مسابقات تکن ۳ شکست می‌دهد.
پس از کشته شدن جون در سری تکن، آسوکا کازاما، به خوبی جای او را در این سری پر کرده‌است. به طوری که هر دو با سبک کاراته سنتی کازاما می‌جنگند ولی حرکت‌های آسوکا مقداری بیشتر از جون کازاما است. آسوکا اولین بار در تکن ۵ معرفی شد. او دارای نیروی عجیب و غریب فرشته‌ای است که می‌تواند با دست کشیدن روی پیشانی هر شیطانی، شیطان وجودش را سرکوب کند؛ شیطان‌هایی مانند: جین کازاما و کازویا میشیما. آسوکا هم این قدرت را دارد، با این حال که خودش از این قدرتش خبر ندارد، به طوری که در تکن ۵، با دست کشیدن روی پیشانی دویل جین، توانست او را به حالت انسان اش برگرداند.

## تاریخچه

### تکن ۲
در جنگل، پرندگان، سنجاب و اسب و جون کازاما بودند. جون در جنگل نقاشی یک اتوبوس را می‌کشد. پس از پایان نقاشی، جون کازاما نفسی راحت کشید. بعضی از پرندگان و اسب‌ها و گوزن‌ها و سنجاب‌ها، پیش او آمدند. جون اجازه داد تا سنجاب بر روی یکی از شانه‌هایش بنشیند. پرنده بر روی شانهٔ دیگر جون نشست تا استراحت کند. سپس جون روی اسب سوار شد. خورشید تقریباً غروب کرده بود. بعد از مدتی جون از روی اسب پایین می‌آید و به غروب خورشید چشم می‌دوزد.

### تکن تگ تورنومنت

جون کازاما در حال مبارزه در تکن تگ تورنومنت

پدر جین کازاما، کازویا میشیما و مادرش جون کازاما و پدربزرگش هیهاچی میشیما بودند. وقتی که مادر جین حامله بود متوجه شد که کازویا با شیطان پیمان بسته و آلوده به ژن شیطانی شده و به همین دلیل پدر و مادر جین با هم مبارزه می‌کنند که کازویا شکست می‌خورد و جون کازاما، به محلی دور افتاده که هیچ‌کس نمی‌شناسد رفت و آن جا جین را به دنیا آورد و بزرگش کرد ،در حالی که کازویا از حامله بودن همسرش خبر نداشت.
جون کازاما به جین سبک جنگیدن خانوادهٔ کازاما را آموزش می‌دهد. جون کازاما متوجه می‌شود که اوگر یعنی شیطان بزرگ، کسی که می‌خواهد تمام مبارزان را نابود کند و خودش به قدرت برتر برسد، دنبال جین می‌گردد چون جین ژن شیطانی از پدرش کازویا به ارث برده و اوگر برای تزریق آن ژن‌ها به خودش دنبال جین می‌گردد. جون از این قضیه باخبر شد و به جین گفت که هر لحظه ممکن است اوگر به ما حمله کند. اگر این اتفاق افتاد به پیش پدربزرگت هیهاچی میشیما برو و بگو که پسر کازویا هستی. چند روز پس از تولد ۱۵ سالگی جین در یک شب طوفانی، اوگر به خانهٔ آن‌ها حمله کرد. جون کازاما جلوی اوگر ایستاد و از جین دفاع کرد. جین که شاهد مبارزهٔ سرسخت مادرش با اوگر بود برای کمک به مادرش به سمت اوگر حمله کرد ولی وقتی به اوگر برخورد کرد، اوگر با دستش محکم به بازوی چپ جین زد و او را پرتاب کرد. جین بیهوش شد و دیگر متوجه چیزی نشد.
هنگامی که جین به هوش آمد دید که خونش با خون او یکسان شده و هیچ اثری هم از مادرش نیست. او متوجه شد که زمان برخورد با اوگر، علامت شیطان بر روی دستش حک شده. جین همان‌طور که بازویش را که درد فراوانی داشت گرفته بود، قسم خورد که انتقام مرگ مادرش را از اوگر بگیرد. جین پیش پدربزرگش هیهاچی میشیما رفت و گفت که پسر کازویاست. هیهاچی در این باره چیزی به کازویا نگفت و جین را به مدت ۴ سال آموزش داد. جین ۱۹ ساله دیگر به پدربزرگش بسیار اعتماد داشت.
هیهاچی مسابقات مشت آهنین ۳ به عبارتی تکن ۳ را برگزار کرد هم چنین اوگر را هم به آن مبارزه دعوت کرد. جین که حالا برای مبارزه آماده شده بود، قصد داشت انتقام مادرش را از اوگر بگیرد. جین وارد مسابقه شد و تمام رقبایش را شکست داد تا این که با ترواوگر در فینال مسابقه رو به رو شد. هنگامی که ترواوگر را دید، تمام گذشته‌اش از جلوی چشمانش رد شد و مشغول مبارزه با او شد. مبارزهٔ آن‌ها چند ساعت طول کشید که در نهایت جین ترواوگر را شکست داد. در همین هنگام هیهاچی به همراه جند تا از سربازانش به سمت جین رفتند و هیهاچی به جین شلیک کرد! جین روی زمین افتاد و هیهاچی که مطمئن شد او مرده‌است، خواست که از سالن بیرون برود اما در همین هنگام، ژن شیطانی جین که از پدرش به ارث برده بود، برای اولین بار فعال شد و جین دوباره زنده شد؛ و تبدیل به دویل جین (جین شیطان) شد. جین به هیهاچی حمله کرد و قصد کشتن او را داشت ولی با چند ضربه هیهاچی را پرتاب کرد و بال‌های بزرگ مشکی اش را باز کرد و از آن جا خارج شد و هیهاچی مات و مبهوت مانده بود.

### ناشناخته
غول آخر تکن تگ تورنومنت، شخصیتی به نام ناشناخته است. یک زن آسیایی، با چشمان درخشان زرد و بنفش و پوست بدرنگ و لجن، پاهای برهنه. پشت سر او، گرگی روح مانند وجود دارد که وظیفه کنترل کارهای او را دارد.
مشخص نشده‌است که «ناشناخته»، حرکت‌های تمام شخصیت‌های دیگر را انجام می‌دهد یا نه. ناشناخته می‌تواند به راحتی با فشاردادن به چوب راست آنالوگ، سبک مبارزه خود را به پرواز تغییر دهد. ناشناخته همیشه بازی را با سبک کاراته سنتی کازاما، که همیشه جون کازاما آن طور بازی را شروع می‌کند، شروع می‌کند و با توجه به شباهت‌های حرکتی و فیزیکی بین ناشناخته و جون کازاما، بسیاری فکر می‌کردند که ناشناخته همان جون کازاما است.
با این حال، در ابتدا با انتشار کتاب هنر در تکن ۶، نامکو، ناشناخته را خواهر جوانتر جون کازاما نشان داده‌است و گفته‌است که فیزیک آن‌ها شبیه به هم نیست و امکان ندارد که ناشناخته، همان جون کازاما باشد. اما در نسخه تگ تورنومنت ۲ این مشخص می‌شود ناشناخته، حالت شیطانی جون کازاما است.